# Santurtzi
Santurtzi o Santurce è un comune spagnolo di 47 173 abitanti situato nella comunità autonoma dei Paesi Baschi.